# جين هول لوت
جين هول لوت (بالإنجليزية: Jane Holl Lute)‏ (ولدت في 1956) دبلوماسية ومحللة أمنية من الولايات المتحدة الأمريكية.
عضوة في الحزب الديمقراطي الأمريكي. تعمل كمبعوث خاص للأمم المتحدة بشأن النزاع القبرصي. شغلت منصب نائب وزير الأمن الداخلي من عام 2009 حتى عام 2013، بعد أن أكدها مجلس الشيوخ الأمريكي في 3 أبريل 2009. في السابق شغلت لوت منصب الأمين العام المساعد للأمم المتحدة لدعم بناء السلام. قبل ذلك كانت الأمين العام المساعد لدعم البعثات في إدارة عمليات حفظ السلام منذ أغسطس 2003. وهي الرئيس والمدير التنفيذي لمجلس الأمن السيبراني ومقره أرلينغتون، والمستشار الأول لشركة ميشور وهي شركة خدمات الطائرات بدون طيار. في 5 يناير 2014 عينها الأمين العام للأمم المتحدة بان كي مون مستشارة خاصة لنقل سكان معسكر الحرية خارج العراق. في 8 فبراير 2016 تم تعيينها منسقة خاصة لتحسين استجابة الأمم المتحدة للاستغلال والانتهاك الجنسيين.

## التعليم
تلقت تعليمها في جامعة ستانفورد.